# Championship League Snooker 2018
Championship League Snooker 2018 to jedenasta edycja zawodów snookerowych rozgrywanych w Ricoh Arena w Coventry w Anglii. W turnieju wystąpiło 30 zawodników, którzy w 8 grupach rozegranych na przestrzeni prawie trzech miesięcy (2 stycznia–29 marca) rozegrali swoje mecze.

## Format turnieju
- Wszystkie mecze rozgrywane były do 3 wygranych frejmów.
- Kryteria klasyfikowania zawodników w grupach: większa liczba zdobytych punktów, większa liczba wygranych frejmów, mniejsza liczba przegranych frejmów, zwycięzca bezpośredniego spotkania.
- W grupie 1 rywalizuje 7 zawodników systemem każdy z każdym. 4 najlepszych awansowało do play-offów, których zwycięzca przechodził do tzw. Grupy Zwycięzców. Przegrani w play-offach oraz 5. zawodnik z grupy przechodzili do rozgrywek grupy 2, gdzie do rywalizacji dołączało kolejnych 3 graczy. Zawodnicy zajmujący 6. i 7. miejsce w danej grupie odpadali z zawodów. System rozgrywek powtarzał się przez kolejnych 7 grup.
- Po rozgrywkach w 7 grupach wyłonionych zostało 7 uczestników grupy zwycięzców, w której rywalizacja toczyła się na podobnych zasadach, jak w poprzednich grupach. Zwycięzca finału grupy zwycięzców został triumfatorem całego turnieju.

## Zawodnicy
Grupa 1 (2-3.01.2018): Kyren Wilson, Stephen Maguire, Ryan Day, Mark King, Michael Holt, Anthony Hamilton, Zhou Yuelong

Grupa 2 (4-5.01.2018): Neil Robertson, Mark Selby, Barry Hawkins + 4 snookerzystów z grupy 1 

Grupa 3 (8-9.01.2018): Allister Carter, Tom Ford, Mark Allen + 4 snookerzystów z grupy 2 

Grupa 4 (10-11.01.2018): Shaun Murphy, Liang Wenbo, Judd Trump + 4 snookerzystów z grupy 3 

Grupa 5 (23-24.01.2018): Martin Gould, Ricky Walden, Mark Williams, David Gilbert, Ben Woollaston, Joe Perry + 1 snookerzysta z grupy 4 

Grupa 6 (25-26.01.2018): Li Hang, Michael White, Graeme Dott + 4 snookerzystów z grupy 5 

Grupa 7 (26-27.03.2018): John Higgins, Luca Brecel, Robert Milkins, Dominic Dale, Jimmy Robertson + 2 snookerzystów z grupy 6
Grupa zwycięzców (28-29.03.2018): 7 zwycięzców poszczególnych grup

## Nagrody

### Grupy 1-7
- Zwycięzca – 3,000 £
- Finalista – 2,000 £
- Półfinaliści – 1,000 £
- Wygrany frejm (faza grupowa) – 100 £
- Wygrany frejm (faza play-off) – 300 £
- Najwyższy break – 500£

### Grupa Zwycięzców
- Zwycięzca – 10,000 £
- Finalista – 5,000 £
- Półfinaliści – 3,000 £
- Wygrany frejm (faza grupowa) – 200 £
- Wygrany frejm (faza play-off) – 300 £
- Najwyższy break – 1,000 £

Łączna pula nagród – 205 000 £

## Grupa 1
| Miejsce |                  | MAG | YUE | DAY | HAM | WIL | KIN | HOL | Frejmy W–L | Mecze W–L | Punkty |
| ------- | ---------------- | --- | --- | --- | --- | --- | --- | --- | ---------- | --------- | ------ |
| 1       | Stephen Maguire  | X   | 3   | 3   | 2   | 1   | 3   | 3   | 15-12      | 4-2       | 4      |
| 2       | Zhou Yuelong     | 2   | X   | 3   | 3   | 0   | 3   | 3   | 14-10      | 4-2       | 4      |
| 3       | Ryan Day         | 1   | 1   | X   | 3   | 3   | 3   | 1   | 12-13      | 3-3       | 3      |
| 4       | Anthony Hamilton | 3   | 0   | 1   | X   | 3   | 2   | 3   | 12-13      | 3-3       | 3      |
| 5       | Kyren Wilson     | 3   | 3   | 1   | 1   | X   | 0   | 3   | 11-11      | 3-3       | 3      |
| 6       | Mark King        | 2   | 2   | 2   | 3   | 3   | X   | 2   | 14-14      | 2-4       | 2      |
| 7       | Michael Holt     | 1   | 1   | 3   | 1   | 1   | 3   | X   | 10-15      | 2-4       | 2      |

- Kyren Wilson 3-1 Stephen Maguire
- Ryan Day 1-3 Zhou Yuelong
- Anthony Hamilton 3-1 Kyren Wilson
- Mark King 2-3 Michael Holt
- Stephen Maguire 3-1 Ryan Day
- Zhou Yuelong 3-2 Mark King
- Kyren Wilson 1-3 Ryan Day
- Michael Holt 1-3 Anthony Hamilton
- Stephen Maguire 3-2 Zhou Yuelong
- Mark King 3-2 Anthony Hamilton
- Michael Holt 1-3 Zhou Yuelong
- Ryan Day 3-1 Anthony Hamilton
- Kyren Wilson 3-1 Michael Holt
- Stephen Maguire 3-2 Mark King
- Ryan Day 1-3 Michael Holt
- Zhou Yuelong 3-0 Anthony Hamilton
- Kyren Wilson 0-3 Mark King
- Stephen Maguire 2-3 Anthony Hamilton
- Ryan Day 3-2 Mark King
- Stephen Maguire 3-1 Michael Holt
- Kyren Wilson 3-0 Zhou Yuelong

|  |                          |                          |                          |              |   |                      |                      |                      |
|  | Półfinały Do 3 wygranych | Półfinały Do 3 wygranych | Półfinały Do 3 wygranych |              |   | Finał Do 3 wygranych | Finał Do 3 wygranych | Finał Do 3 wygranych |
|  | Półfinały Do 3 wygranych | Półfinały Do 3 wygranych | Półfinały Do 3 wygranych |              |   | Finał Do 3 wygranych | Finał Do 3 wygranych | Finał Do 3 wygranych |
|  |                          |                          |                          |              |   |                      |                      |                      |
|  |                          |                          |                          |              |   |                      |                      |                      |
|  | Szkocja                  | Stephen Maguire          | 2                        |              |   |                      |                      |                      |
|  | Szkocja                  | Stephen Maguire          | 2                        |              |   |                      |                      |                      |
|  | Anglia                   | Anthony Hamilton         | 3                        |              |   |                      |                      |                      |
|  | Anglia                   | Anthony Hamilton         | 3                        |              |   | Anglia               | Anthony Hamilton     | 2                    |
|  |                          |                          |                          |              |   | Anglia               | Anthony Hamilton     | 2                    |
|  |                          |                          |                          | Zhou Yuelong | 3 |                      |                      |                      |
|  |                          | Zhou Yuelong             | 3                        | Zhou Yuelong | 3 |                      |                      |                      |
|  |                          | Zhou Yuelong             | 3                        |              |   |                      |                      |                      |
|  | Walia                    | Ryan Day                 | 2                        |              |   |                      |                      |                      |
|  | Walia                    | Ryan Day                 | 2                        |              |   |                      |                      |                      |
|  |                          |                          |                          |              |   |                      |                      |                      |

## Grupa 2
Neil Robertson wycofał się z turnieju po rozegraniu 5 z 6 spotkań z jego udziałem. Wyniki spotkań, w których brał udział nie zostały uwzględnione w tabeli.
| Miejsce |                  | HAW | DAY | SEL | WIL | HAM | MAG | Frejmy W–L | Mecze W–L | Punkty |
| ------- | ---------------- | --- | --- | --- | --- | --- | --- | ---------- | --------- | ------ |
| 1       | Barry Hawkins    | X   | 3   | 3   | 3   | 3   | 3   | 15-6       | 5-0       | 5      |
| 2       | Ryan Day         | 1   | X   | 3   | 3   | 3   | 1   | 11-9       | 3-2       | 3      |
| 3       | Mark Selby       | 2   | 2   | X   | 3   | 2   | 3   | 12-10      | 2-3       | 2      |
| 4       | Kyren Wilson     | 2   | 1   | 0   | X   | 3   | 3   | 9-10       | 2-3       | 2      |
| 5       | Anthony Hamilton | 1   | 0   | 3   | 1   | X   | 3   | 8-11       | 2-3       | 2      |
| 6       | Stephen Maguire  | 0   | 3   | 1   | 0   | 0   | X   | 4-13       | 1-4       | 1      |

- Mark Selby 3-1 Neil Robertson
- Barry Hawkins 3-2 Kyren Wilson
- Stephen Maguire 1-3 Mark Selby
- Ryan Day 3-0 Anthony Hamilton
- Neil Robertson 3-2 Barry Hawkins
- Kyren Wilson 1-3 Ryan Day
- Mark Selby 2-3 Barry Hawkins
- Anthony Hamilton 3-0 Stephen Maguire
- Neil Robertson 3-2 Kyren Wilson
- Ryan Day 1-3 Stephen Maguire
- Anthony Hamilton 1-3 Kyren Wilson
- Barry Hawkins 3-0 Stephen Maguire
- Mark Selby 2-3 Anthony Hamilton
- Neil Robertson 3-0 Ryan Day
- Barry Hawkins 3-1 Anthony Hamilton
- Kyren Wilson 3-0 Stephen Maguire
- Mark Selby 2-3 Ryan Day
- Neil Robertson 2-3 Stephen Maguire
- Barry Hawkins 3-1 Ryan Day
- Neil Robertson w/d-w/o Anthony Hamilton
- Mark Selby 3-0 Kyren Wilson

|  |                          |                          |                          |            |   |                      |                      |                      |
|  | Półfinały Do 3 wygranych | Półfinały Do 3 wygranych | Półfinały Do 3 wygranych |            |   | Finał Do 3 wygranych | Finał Do 3 wygranych | Finał Do 3 wygranych |
|  | Półfinały Do 3 wygranych | Półfinały Do 3 wygranych | Półfinały Do 3 wygranych |            |   | Finał Do 3 wygranych | Finał Do 3 wygranych | Finał Do 3 wygranych |
|  |                          |                          |                          |            |   |                      |                      |                      |
|  |                          |                          |                          |            |   |                      |                      |                      |
|  | Anglia                   | Barry Hawkins            | 3                        |            |   |                      |                      |                      |
|  | Anglia                   | Barry Hawkins            | 3                        |            |   |                      |                      |                      |
|  | Anglia                   | Kyren Wilson             | 1                        |            |   |                      |                      |                      |
|  | Anglia                   | Kyren Wilson             | 1                        |            |   | Anglia               | Barry Hawkins        | 1                    |
|  |                          |                          |                          |            |   | Anglia               | Barry Hawkins        | 1                    |
|  |                          |                          | Anglia                   | Mark Selby | 3 |                      |                      |                      |
|  | Walia                    | Ryan Day                 | Anglia                   | Mark Selby | 3 | 0                    |                      |                      |
|  | Walia                    | Ryan Day                 |                          |            |   |                      |                      |                      |
|  | Anglia                   | Mark Selby               | 3                        |            |   |                      |                      |                      |
|  | Anglia                   | Mark Selby               | 3                        |            |   |                      |                      |                      |
|  |                          |                          |                          |            |   |                      |                      |                      |

## Grupa 3
| Miejsce |                  | ALL | HAW | WIL | FOR | CAR | HAM | DAY | Frejmy W–L | Mecze W–L | Punkty |
| ------- | ---------------- | --- | --- | --- | --- | --- | --- | --- | ---------- | --------- | ------ |
| 1       | Mark Allen       | X   | 1   | 3   | 3   | 3   | 2   | 3   | 15-8       | 4-2       | 4      |
| 2       | Barry Hawkins    | 3   | X   | 3   | 0   | 3   | 3   | 2   | 14-9       | 4-2       | 4      |
| 3       | Kyren Wilson     | 1   | 0   | X   | 3   | 3   | 3   | 3   | 13-13      | 4-2       | 4      |
| 4       | Tom Ford         | 1   | 3   | 2   | X   | 0   | 3   | 3   | 12-11      | 3-3       | 3      |
| 5       | Allister Carter  | 0   | 0   | 2   | 3   | X   | 3   | 3   | 11-13      | 3-3       | 3      |
| 6       | Anthony Hamilton | 3   | 2   | 1   | 1   | 2   | X   | 3   | 12-15      | 2-4       | 2      |
| 7       | Ryan Day         | 0   | 3   | 2   | 1   | 2   | 1   | X   | 9-17       | 1-5       | 1      |

- Tom Ford 1-3 Mark Allen
- Allister Carter 3-2 Anthony Hamilton
- Kyren Wilson 3-2 Tom Ford
- Ryan Day 3-2 Barry Hawkins
- Mark Allen 3-0 Allister Carter
- Anthony Hamilton 3-1 Ryan Day
- Tom Ford 0-3 Allister Carter
- Barry Hawkins 3-0 Kyren Wilson
- Mark Allen 2-3 Anthony Hamilton
- Ryan Day 2-3 Kyren Wilson
- Barry Hawkins 3-2 Anthony Hamilton
- Allister Carter 2-3 Kyren Wilson
- Tom Ford 3-0 Barry Hawkins
- Mark Allen 3-0 Ryan Day
- Allister Carter 0-3 Barry Hawkins
- Anthony Hamilton 1-3 Kyren Wilson
- Tom Ford 3-1 Ryan Day
- Mark Allen 3-1 Kyren Wilson
- Allister Carter 3-2 Ryan Day
- Mark Allen 1-3 Barry Hawkins
- Tom Ford 3-1 Anthony Hamilton

|  |                          |                          |                          |              |   |                      |                      |                      |
|  | Półfinały Do 3 wygranych | Półfinały Do 3 wygranych | Półfinały Do 3 wygranych |              |   | Finał Do 3 wygranych | Finał Do 3 wygranych | Finał Do 3 wygranych |
|  | Półfinały Do 3 wygranych | Półfinały Do 3 wygranych | Półfinały Do 3 wygranych |              |   | Finał Do 3 wygranych | Finał Do 3 wygranych | Finał Do 3 wygranych |
|  |                          |                          |                          |              |   |                      |                      |                      |
|  |                          |                          |                          |              |   |                      |                      |                      |
|  | Irlandia Północna        | Mark Allen               | 3                        |              |   |                      |                      |                      |
|  | Irlandia Północna        | Mark Allen               | 3                        |              |   |                      |                      |                      |
|  | Anglia                   | Tom Ford                 | 2                        |              |   |                      |                      |                      |
|  | Anglia                   | Tom Ford                 | 2                        |              |   | Irlandia Północna    | Mark Allen           | 1                    |
|  |                          |                          |                          |              |   | Irlandia Północna    | Mark Allen           | 1                    |
|  |                          |                          | Anglia                   | Kyren Wilson | 3 |                      |                      |                      |
|  | Anglia                   | Barry Hawkins            | Anglia                   | Kyren Wilson | 3 | 1                    |                      |                      |
|  | Anglia                   | Barry Hawkins            |                          |              |   |                      |                      |                      |
|  | Anglia                   | Kyren Wilson             | 3                        |              |   |                      |                      |                      |
|  | Anglia                   | Kyren Wilson             | 3                        |              |   |                      |                      |                      |
|  |                          |                          |                          |              |   |                      |                      |                      |

## Grupa 4
Mark Allen wycofał się z turnieju po rozegraniu 1 z 6 spotkań z jego udziałem. Wyniki spotkań, w których brał udział nie zostały uwzględnione w tabeli.
| Miejsce |                 | TRU | HAW | MUR | CAR | WEN | FOR | Frejmy W–L | Mecze W–L | Punkty |
| ------- | --------------- | --- | --- | --- | --- | --- | --- | ---------- | --------- | ------ |
| 1       | Judd Trump      | X   | 1   | 3   | 3   | 3   | 3   | 13-4       | 4-1       | 4      |
| 2       | Barry Hawkins   | 3   | X   | 3   | 3   | 1   | 3   | 13-7       | 4-1       | 4      |
| 3       | Shaun Murphy    | 0   | 2   | X   | 1   | 3   | 3   | 9-12       | 2-3       | 2      |
| 4       | Allister Carter | 0   | 0   | 3   | X   | 2   | 3   | 8-10       | 2-3       | 2      |
| 5       | Liang Wenbo     | 0   | 3   | 1   | 3   | X   | 0   | 7-12       | 2-3       | 2      |
| 6       | Tom Ford        | 1   | 1   | 2   | 0   | 3   | X   | 7-12       | 1-4       | 1      |

- Shaun Murphy 3-1 Liang Wenbo
- Judd Trump 3-0 Allister Carter
- Tom Ford 2-3 Shaun Murphy
- Barry Hawkins 3-1 Mark Allen
- Liang Wenbo 0-3 Judd Trump
- Allister Carter 0-3 Barry Hawkins
- Shaun Murphy 0-3 Judd Trump
- Mark Allen w/d-w/o Tom Ford
- Liang Wenbo 3-2 Allister Carter
- Barry Hawkins 3-1 Tom Ford
- Mark Allen w/d-w/o Allister Carter
- Judd Trump 3-1 Tom Ford
- Shaun Murphy w/o-w/d Mark Allen
- Liang Wenbo 3-1 Barry Hawkins
- Judd Trump w/o-w/d Mark Allen
- Allister Carter 3-0 Tom Ford
- Shaun Murphy 2-3 Barry Hawkins
- Liang Wenbo 0-3 Tom Ford
- Judd Trump 1-3 Barry Hawkins
- Liang Wenbo w/o-w/d Mark Allen
- Shaun Murphy 1-3 Allister Carter

|  |                          |                          |                          |              |   |                      |                      |                      |
|  | Półfinały Do 3 wygranych | Półfinały Do 3 wygranych | Półfinały Do 3 wygranych |              |   | Finał Do 3 wygranych | Finał Do 3 wygranych | Finał Do 3 wygranych |
|  | Półfinały Do 3 wygranych | Półfinały Do 3 wygranych | Półfinały Do 3 wygranych |              |   | Finał Do 3 wygranych | Finał Do 3 wygranych | Finał Do 3 wygranych |
|  |                          |                          |                          |              |   |                      |                      |                      |
|  |                          |                          |                          |              |   |                      |                      |                      |
|  | Anglia                   | Judd Trump               | 0                        |              |   |                      |                      |                      |
|  | Anglia                   | Judd Trump               | 0                        |              |   |                      |                      |                      |
|  | Anglia                   | Allister Carter          | 3                        |              |   |                      |                      |                      |
|  | Anglia                   | Allister Carter          | 3                        |              |   | Anglia               | Allister Carter      | 3                    |
|  |                          |                          |                          |              |   | Anglia               | Allister Carter      | 3                    |
|  |                          |                          | Anglia                   | Shaun Murphy | 1 |                      |                      |                      |
|  | Anglia                   | Barry Hawkins            | Anglia                   | Shaun Murphy | 1 | 2                    |                      |                      |
|  | Anglia                   | Barry Hawkins            |                          |              |   |                      |                      |                      |
|  | Anglia                   | Shaun Murphy             | 3                        |              |   |                      |                      |                      |
|  | Anglia                   | Shaun Murphy             | 3                        |              |   |                      |                      |                      |
|  |                          |                          |                          |              |   |                      |                      |                      |

## Grupa 5
Shaun Murphy,  Barry Hawkins oraz  Liang Wenbo wycofali się z turnieju.
| Miejsce |                | TRU | WOO | WIL | WAL | GOU | PER | GIL | Frejmy W–L | Mecze W–L | Punkty |
| ------- | -------------- | --- | --- | --- | --- | --- | --- | --- | ---------- | --------- | ------ |
| 1       | Judd Trump     | X   | 2   | 3   | 2   | 3   | 3   | 3   | 16-8       | 4-2       | 4      |
| 2       | Ben Woollaston | 3   | X   | 3   | 2   | 3   | 1   | 3   | 15-11      | 4-2       | 4      |
| 3       | Mark Williams  | 0   | 1   | X   | 3   | 3   | 3   | 3   | 13-8       | 4-2       | 4      |
| 4       | Ricky Walden   | 3   | 3   | 1   | X   | 1   | 2   | 3   | 13-13      | 3-3       | 3      |
| 5       | Martin Gould   | 1   | 1   | 1   | 3   | X   | 3   | 3   | 12-11      | 3-3       | 3      |
| 6       | Joe Perry      | 1   | 3   | 0   | 3   | 1   | X   | 1   | 9-15       | 2-4       | 2      |
| 7       | David Gilbert  | 0   | 1   | 0   | 0   | 0   | 3   | X   | 4-16       | 1-5       | 1      |

- Martin Gould 3-1 Ricky Walden
- Mark Williams 1-3 Ben Woollaston
- Judd Trump 3-1 Martin Gould
- Joe Perry 1-3 David Gilbert
- Ricky Walden 1-3 Mark Williams
- Ben Woollaston 1-3 Joe Perry
- Martin Gould 1-3 Mark Williams
- David Gilbert 0-3 Judd Trump
- Ricky Walden 3-2 Ben Woollaston
- Joe Perry 1-3 Judd Trump
- David Gilbert 1-3 Ben Woollaston
- Mark Williams 0-3 Judd Trump
- Martin Gould 3-0 David Gilbert
- Ricky Walden 2-3 Joe Perry
- Mark Williams 3-0 David Gilbert
- Ben Woollaston 3-2 Judd Trump
- Martin Gould 3-1 Joe Perry
- Ricky Walden 3-2 Judd Trump
- Mark Williams 3-0 Joe Perry
- Ricky Walden 3-0 David Gilbert
- Martin Gould 1-3 Ben Woollaston

|  |                          |                          |                          |               |   |                      |                      |                      |
|  | Półfinały Do 3 wygranych | Półfinały Do 3 wygranych | Półfinały Do 3 wygranych |               |   | Finał Do 3 wygranych | Finał Do 3 wygranych | Finał Do 3 wygranych |
|  | Półfinały Do 3 wygranych | Półfinały Do 3 wygranych | Półfinały Do 3 wygranych |               |   | Finał Do 3 wygranych | Finał Do 3 wygranych | Finał Do 3 wygranych |
|  |                          |                          |                          |               |   |                      |                      |                      |
|  |                          |                          |                          |               |   |                      |                      |                      |
|  | Anglia                   | Judd Trump               | 2                        |               |   |                      |                      |                      |
|  | Anglia                   | Judd Trump               | 2                        |               |   |                      |                      |                      |
|  | Anglia                   | Ricky Walden             | 3                        |               |   |                      |                      |                      |
|  | Anglia                   | Ricky Walden             | 3                        |               |   | Anglia               | Ricky Walden         | 1                    |
|  |                          |                          |                          |               |   | Anglia               | Ricky Walden         | 1                    |
|  |                          |                          | Walia                    | Mark Williams | 3 |                      |                      |                      |
|  | Anglia                   | Ben Woollaston           | Walia                    | Mark Williams | 3 | 1                    |                      |                      |
|  | Anglia                   | Ben Woollaston           |                          |               |   |                      |                      |                      |
|  | Walia                    | Mark Williams            | 3                        |               |   |                      |                      |                      |
|  | Walia                    | Mark Williams            | 3                        |               |   |                      |                      |                      |
|  |                          |                          |                          |               |   |                      |                      |                      |

## Grupa 6
| Miejsce |                | GOU | TRU | WAL | HAN | DOT | WHI | WOO | Frejmy W–L | Mecze W–L | Punkty |
| ------- | -------------- | --- | --- | --- | --- | --- | --- | --- | ---------- | --------- | ------ |
| 1       | Martin Gould   | X   | 3   | 3   | 3   | 1   | 3   | 3   | 16-8       | 5-1       | 5      |
| 2       | Judd Trump     | 2   | X   | 3   | 0   | 3   | 3   | 3   | 14-7       | 4-2       | 4      |
| 3       | Ricky Walden   | 0   | 0   | X   | 3   | 3   | 3   | 3   | 12-13      | 4-2       | 4      |
| 4       | Li Hang        | 2   | 3   | 2   | X   | 3   | 3   | 1   | 14-11      | 3-3       | 3      |
| 5       | Graeme Dott    | 3   | 0   | 2   | 2   | X   | 3   | 3   | 13-14      | 3-3       | 3      |
| 6       | Michael White  | 1   | 0   | 2   | 0   | 2   | X   | 3   | 8-15       | 1-5       | 1      |
| 7       | Ben Woollaston | 0   | 1   | 1   | 3   | 2   | 0   | X   | 7-16       | 1-5       | 1      |

- Li Hang 3-0 Michael White
- Graeme Dott 3-1 Martin Gould
- Judd Trump 0-3 Li Hang
- Ben Woollaston 1-3 Ricky Walden
- Michael White 2-3 Graeme Dott
- Martin Gould 3-0 Ben Woollaston
- Li Hang 3-2 Graeme Dott
- Ricky Walden 0-3 Judd Trump
- Michael White 1-3 Martin Gould
- Ben Woollaston 1-3 Judd Trump
- Ricky Walden 0-3 Martin Gould
- Graeme Dott 0-3 Judd Trump
- Li Hang 2-3 Ricky Walden
- Michael White 3-0 Ben Woollaston
- Graeme Dott 2-3 Ricky Walden
- Martin Gould 3-2 Judd Trump
- Li Hang 1-3 Ben Woollaston
- Michael White 0-3 Judd Trump
- Graeme Dott 3-2 Ben Woollaston
- Michael White 2-3 Ricky Walden
- Li Hang 2-3 Martin Gould

|  |                          |                          |                          |            |        |                      |                      |                      |
|  | Półfinały Do 3 wygranych | Półfinały Do 3 wygranych | Półfinały Do 3 wygranych |            |        | Finał Do 3 wygranych | Finał Do 3 wygranych | Finał Do 3 wygranych |
|  | Półfinały Do 3 wygranych | Półfinały Do 3 wygranych | Półfinały Do 3 wygranych |            |        | Finał Do 3 wygranych | Finał Do 3 wygranych | Finał Do 3 wygranych |
|  |                          |                          |                          |            |        |                      |                      |                      |
|  |                          |                          |                          |            |        |                      |                      |                      |
|  | Anglia                   | Martin Gould             | 3                        |            |        |                      |                      |                      |
|  | Anglia                   | Martin Gould             | 3                        |            |        |                      |                      |                      |
|  |                          | Li Hang                  | 2                        |            |        |                      |                      |                      |
|  |                          | Li Hang                  | 2                        |            | Anglia | Martin Gould         | 3                    |                      |
|  |                          |                          |                          |            | Anglia | Martin Gould         | 3                    |                      |
|  |                          |                          | Anglia                   | Judd Trump | 0      |                      |                      |                      |
|  | Anglia                   | Judd Trump               | Anglia                   | Judd Trump | 0      | 3                    |                      |                      |
|  | Anglia                   | Judd Trump               |                          |            |        |                      |                      |                      |
|  | Anglia                   | Ricky Walden             | 0                        |            |        |                      |                      |                      |
|  | Anglia                   | Ricky Walden             | 0                        |            |        |                      |                      |                      |
|  |                          |                          |                          |            |        |                      |                      |                      |

## Grupa 7
Graeme Dott oraz  Li Hang wycofali się z turnieju.
| Miejsce |                 | TRU | ROB | HIG | WAL | DAL | MIL | BRE | Frejmy W–L | Mecze W–L | Punkty |
| ------- | --------------- | --- | --- | --- | --- | --- | --- | --- | ---------- | --------- | ------ |
| 1       | Judd Trump      | X   | 3   | 1   | 3   | 3   | 3   | 3   | 16-8       | 5-1       | 5      |
| 2       | Jimmy Robertson | 0   | X   | 3   | 3   | 3   | 3   | 3   | 15-9       | 5-1       | 5      |
| 3       | John Higgins    | 3   | 2   | X   | 3   | 3   | 3   | 0   | 14-10      | 4-2       | 4      |
| 4       | Ricky Walden    | 1   | 0   | 2   | X   | 3   | 3   | 3   | 12-12      | 3-3       | 3      |
| 5       | Dominic Dale    | 2   | 1   | 0   | 2   | X   | 3   | 3   | 11-13      | 2-4       | 2      |
| 6       | Robert Milkins  | 1   | 1   | 1   | 1   | 1   | X   | 3   | 8-16       | 1-5       | 1      |
| 7       | Luca Brecel     | 1   | 2   | 3   | 0   | 0   | 1   | X   | 7-15       | 1-5       | 1      |

- John Higgins 0-3 Luca Brecel
- Robert Milkins 1-3 Dominic Dale
- Ricky Walden 2-3 John Higgins
- Jimmy Robertson 0-3 Judd Trump
- Luca Brecel 1-3 Robert Milkins
- Dominic Dale 1-3 Jimmy Robertson
- John Higgins 3-1 Ricky Walden
- Judd Trump 3-1 Robert Milkins
- Luca Brecel 0-3 Dominic Dale
- Jimmy Robertson 3-0 Ricky Walden
- Judd Trump 3-2 Dominic Dale
- Robert Milkins 1-3 Ricky Walden
- John Higgins 3-1 Judd Trump
- Luca Brecel 2-3 Jimmy Robertson
- Robert Milkins 1-3 Judd Trump
- Dominic Dale 2-3 Ricky Walden
- John Higgins 2-3 Jimmy Robertson
- Luca Brecel 0-3 Ricky Walden
- Robert Milkins 1-3 Jimmy Robertson
- Luca Brecel 1-3 Judd Trump
- John Higgins 3-0 Dominic Dale

|  |                          |                          |                          |              |   |                      |                      |                      |
|  | Półfinały Do 3 wygranych | Półfinały Do 3 wygranych | Półfinały Do 3 wygranych |              |   | Finał Do 3 wygranych | Finał Do 3 wygranych | Finał Do 3 wygranych |
|  | Półfinały Do 3 wygranych | Półfinały Do 3 wygranych | Półfinały Do 3 wygranych |              |   | Finał Do 3 wygranych | Finał Do 3 wygranych | Finał Do 3 wygranych |
|  |                          |                          |                          |              |   |                      |                      |                      |
|  |                          |                          |                          |              |   |                      |                      |                      |
|  | Anglia                   | Judd Trump               | 3                        |              |   |                      |                      |                      |
|  | Anglia                   | Judd Trump               | 3                        |              |   |                      |                      |                      |
|  | Anglia                   | Ricky Walden             | 1                        |              |   |                      |                      |                      |
|  | Anglia                   | Ricky Walden             | 1                        |              |   | Anglia               | Judd Trump           | 2                    |
|  |                          |                          |                          |              |   | Anglia               | Judd Trump           | 2                    |
|  |                          |                          | Szkocja                  | John Higgins | 3 |                      |                      |                      |
|  | Anglia                   | Jimmy Robertson          | Szkocja                  | John Higgins | 3 | 1                    |                      |                      |
|  | Anglia                   | Jimmy Robertson          |                          |              |   |                      |                      |                      |
|  | Szkocja                  | John Higgins             | 3                        |              |   |                      |                      |                      |
|  | Szkocja                  | John Higgins             | 3                        |              |   |                      |                      |                      |
|  |                          |                          |                          |              |   |                      |                      |                      |

## Grupa Zwycięzców
| Miejsce |                 | HIG | CAR | YUE | SEL | WIL | WIL | GOU | Frejmy W–L | Mecze W–L | Punkty |
| ------- | --------------- | --- | --- | --- | --- | --- | --- | --- | ---------- | --------- | ------ |
| 1       | John Higgins    | X   | 2   | 3   | 3   | 3   | 3   | 3   | 17-8       | 5-1       | 5      |
| 2       | Allister Carter | 3   | X   | 3   | 3   | 1   | 3   | 3   | 16-10      | 5-1       | 5      |
| 3       | Zhou Yuelong    | 2   | 2   | X   | 3   | 3   | 2   | 3   | 15-12      | 3-3       | 3      |
| 4       | Mark Selby      | 0   | 1   | 2   | X   | 3   | 3   | 3   | 12-10      | 3-3       | 3      |
| 5       | Kyren Wilson    | 1   | 3   | 1   | 1   | X   | 3   | 3   | 12-13      | 3-3       | 3      |
| 6       | Mark Williams   | 2   | 2   | 3   | 0   | 1   | X   | 1   | 9-17       | 1-5       | 1      |
| 7       | Martin Gould    | 0   | 0   | 0   | 0   | 2   | 3   | X   | 5-16       | 1-5       | 1      |

- Zhou Yuelong 3-2 Mark Selby
- Kyren Wilson 3-1 Allister Carter
- Mark Williams 3-2 Zhou Yuelong
- Martin Gould 0-3 John Higgins
- Mark Selby 3-1 Kyren Wilson
- Allister Carter 3-0 Martin Gould
- Zhou Yuelong 3-1 Kyren Wilson
- John Higgins 3-2 Mark Williams
- Mark Selby 1-3 Allister Carter
- Martin Gould 3-1 Mark Williams
- John Higgins 2-3 Allister Carter
- Kyren Wilson 3-1 Mark Williams
- Zhou Yuelong 2-3 John Higgins
- Mark Selby 3-0 Martin Gould
- Kyren Wilson 1-3 John Higgins
- Allister Carter 3-2 Mark Williams
- Zhou Yuelong 3-0 Martin Gould
- Mark Selby 3-0 Mark Williams
- Kyren Wilson 3-2 Martin Gould
- Mark Selby 0-3 John Higgins
- Zhou Yuelong 2-3 Allister Carter

|  |                          |                          |                          |              |   |                      |                      |                      |
|  | Półfinały Do 3 wygranych | Półfinały Do 3 wygranych | Półfinały Do 3 wygranych |              |   | Finał Do 3 wygranych | Finał Do 3 wygranych | Finał Do 3 wygranych |
|  | Półfinały Do 3 wygranych | Półfinały Do 3 wygranych | Półfinały Do 3 wygranych |              |   | Finał Do 3 wygranych | Finał Do 3 wygranych | Finał Do 3 wygranych |
|  |                          |                          |                          |              |   |                      |                      |                      |
|  |                          |                          |                          |              |   |                      |                      |                      |
|  | Szkocja                  | John Higgins             | 3                        |              |   |                      |                      |                      |
|  | Szkocja                  | John Higgins             | 3                        |              |   |                      |                      |                      |
|  | Anglia                   | Mark Selby               | 2                        |              |   |                      |                      |                      |
|  | Anglia                   | Mark Selby               | 2                        |              |   | Szkocja              | John Higgins         | 3                    |
|  |                          |                          |                          |              |   | Szkocja              | John Higgins         | 3                    |
|  |                          |                          |                          | Zhou Yuelong | 2 |                      |                      |                      |
|  | Anglia                   | Allister Carter          | 0                        | Zhou Yuelong | 2 |                      |                      |                      |
|  | Anglia                   | Allister Carter          | 0                        |              |   |                      |                      |                      |
|  |                          | Zhou Yuelong             | 3                        |              |   |                      |                      |                      |
|  |                          | Zhou Yuelong             | 3                        |              |   |                      |                      |                      |
|  |                          |                          |                          |              |   |                      |                      |                      |

## Brejki stupunktowe
- 147, 140, 108, 106, 102, 101, 101  Martin Gould
- 147, 109  Luca Brecel
- 146, 138, 137, 121, 113, 105, 103  John Higgins
- 145, 122, 100  Ryan Day
- 144, 136, 133, 123, 111, 104, 100  Mark Williams
- 143, 103, 102  Li Hang
- 141, 131, 122, 111, 110, 105, 100  Zhou Yuelong
- 140, 137, 134, 125, 124, 120, 120, 118, 110, 109, 108, 104, 103, 100, 100, 100  Judd Trump
- 140, 137, 131, 129, 104  Ricky Walden
- 140, 115  Liang Wenbo
- 139  Tom Ford
- 139  Michael Holt
- 138, 129, 122, 114, 104, 103, 101, 101  Barry Hawkins
- 137, 137, 131, 129, 105  Kyren Wilson
- 136  Graeme Dott
- 134, 125, 116, 107, 103, 101, 101  Allister Carter
- 134, 116, 110  Neil Robertson
- 134, 116  Mark King
- 132, 128, 112, 111, 104, 103, 103, 101, 101  Mark Selby
- 125, 124, 102  Mark Allen
- 122, 121, 113, 101  Jimmy Robertson
- 120, 106, 103, 102, 101  Ben Woollaston
- 118, 103  Anthony Hamilton
- 115, 104  Stephen Maguire
- 113, 111, 100  Michael White
- 104  Shaun Murphy